# كاميل دراغون
كاميل دراغون Kamil Dragun (ولد في 25 يونيو 1995) لاعب شطرنج بولندي يحمل لقب أستاذ كبير.

## إنجازات
- فاز بميداليات في بطولة بولندا للشطرنج للشباب في فئات عمرية مختلفة.
- فازببطولة أوروبا للشطرنج تحت 14 سنة عام 2009 المقامة في فيرمو في إيطاليا.

## ألقاب
- حصل على لقب أستاذ اتحادي عام 2009، ولقب أستاذ دولي عام 2010.

## تصنيف
- بلغ في تصنيف إيلو 2610 نقطة في يناير 2018.

## روابط خارجية
- كاميل دراغون على موقع الاتحاد الدولي للشطرنج (الإنجليزية)
- كاميل دراغون على موقع مباريات الشطرنج (الإنجليزية)
- كاميل دراغون على موقع 365Chess.com (الإنجليزية)
- كاميل دراغون على موقع Chesstempo.com (الإنجليزية)
- كاميل دراغون على موقع الاتحاد الأمريكي للشطرنج (الإنجليزية)